# Coppa Agostoni 1948
La Coppa Agostoni 1948, terza edizione della corsa, si svolse il 19 ottobre 1948 su un percorso di 200 km. La vittoria fu appannaggio dell'italiano Luigi Malabrocca, che completò il percorso in 5h21'58", precedendo i connazionali Aldo Tosi e Alberto Roggi.

## Ordine d'arrivo (Top 3)
| Pos. | Corridore        | Squadra           | Tempo    |
| ---- | ---------------- | ----------------- | -------- |
| 1    | Luigi Malabrocca | Regina-Ajax Sport | 5h21'58" |
| 2    | Aldo Tosi        | Doniselli         | s.t.     |
| 3    | Alberto Roggi    | Lygie             | s.t.     |